# Semivegetarianismo

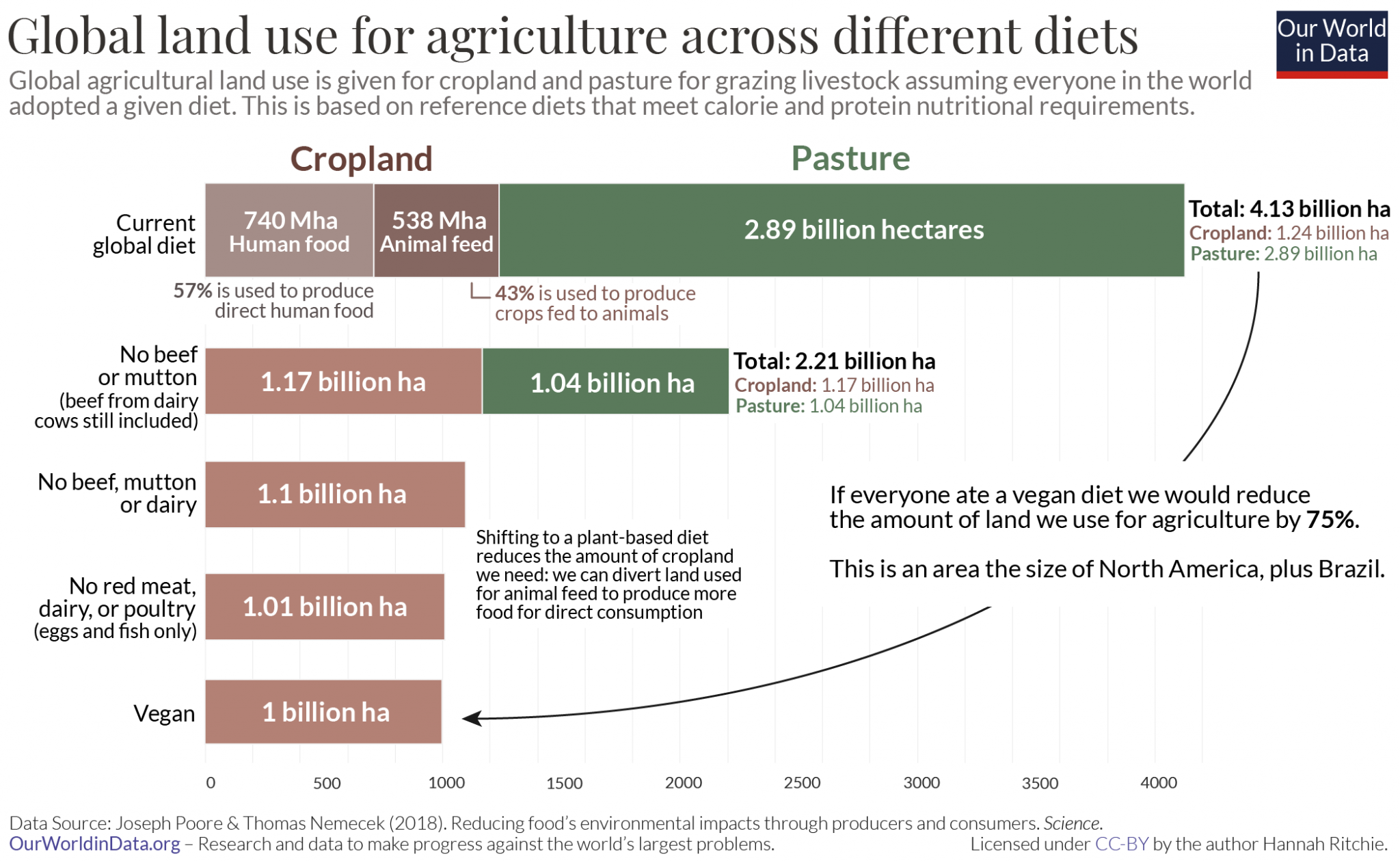
La cantidad de tierra agrícola necesaria en todo el mundo se reduciría casi a la mitad si no se comiera carne de res o de cordero (se permiten otras carnes).

Semivegetarianismo o flexitarianismo es un neologismo que denota ciertas elecciones dietéticas variantes del vegetarianismo, centrándose en alimentos vegetales con una inclusión limitada u ocasional de carne.
Más comúnmente, estas incluyen la práctica de no comer ciertos tipos de carne, como la carne de vaca, cerdo y oveja, mientras se permiten otras carnes, como el pollo y los pescados, de donde deriva el nombre de la práctica.
Por ejemplo, un flexitariano podría comer carne sólo algunos días a la semana. Flexitariano es un acrónimo de las palabras flexible y vegetariano, que significa el patrón de dieta menos estricto de sus seguidores en comparación con las dietas de patrón vegetariano.
Al igual que con el ovolactovegetarianismo, generalmente no hay restricciones en los productos que sean de origen animal, tales como lácteos y huevos.

## Terminología
Los términos para este tipo de dietas surgieron en respuesta al número creciente de personas (especialmente en los Estados Unidos) que restringieron sus dietas y que no encontraron un término adecuado para nombrarlas, a decir, menos restrictivas que el vegetarianismo y el veganismo. Estos términos no están reconocidos por la Real Academia Española.
«Semivegetarianismo» es el término usado para describir todas estas dietas, pero, además de utilizarse raramente, es también bastante ambiguo y puede intercambiarse con flexitarianismo.
En Gran Bretaña, durante los inicios de la década de los 90, algunas personas utilizaron el término demi-vegetarian (en inglés).

### Pollotarianismo
En la dieta vegetariana no se come productos cárnicos (huevos y leche sí), mientras que el pollo-vegetariano permite el pollo.

### Pescetarianismo
Los pescetarianos comen pescado, así como mariscos (tales como crustáceos) y otros productos del mar, pero excluyen otras carnes o productos animales.
Generalmente, se da por sentado que pesco deriva del latín piscis, que significa «pez», pero la vocal «e» sugiere influencia de las lenguas romances, tales como el español o el italiano.
Nótese que tanto pollo-vegetarianismo (y pollo-vegetariano) como pescetarianismo (y pescetariano) son términos ad hoc inventados que utilizan un latinado (latín no genuino) con raíces para formar nuevas palabras. De hecho, la raíz latina que significa «pez» es pisci, y la que significa «pollo» es pulli.
La dieta de salud planetaria es una dieta flexitariana creada por la comisión EAT-Lancet para crear paradigmas dietéticos que tengan los siguientes objetivos: 
1. Alimentar a una población mundial de 10 mil millones de personas en 2050
2. Reducir el número mundial de muertes causadas por una mala alimentación.
3. Ser ambientalmente sostenible para evitar el colapso del mundo natural.[8][9]